# Sigapatella terraenovae
Sigapatella terraenovae är en snäckart som först beskrevs av Peile 1924.  Sigapatella terraenovae ingår i släktet Sigapatella och familjen toffelsnäckor. Inga underarter finns listade i Catalogue of Life.